# Viktor Ibekoyi
Viktor Ibekoyi (Aba, 1 september 1986) is een Nigeriaans voetballer die momenteel speelt bij AZAL PFK.
Ibekoyi speelde tot op heden gedurende zijn hele professionele carrière voor een Azerbeidzjaanse ploeg. Op 30 juni 2011 maakte hij zijn debuut in de UEFA Europa League tegen het Wit-Russische FK Minsk. Hij scoorde in deze wedstrijd.